# 1869 – Hart am Wind
1869 – Hart am Wind!, Untertitel: Erlebte Geschichte Teil I – in den USA veröffentlicht als 1869: History Experience Part I – ist ein rundenbasiertes Strategie- und Wirtschaftssimulationsspiel des österreichischen Herstellers Max Design, das 1992 veröffentlicht wurde und für den Commodore Amiga und den PC erschien. Der Name stützt sich auf das Eröffnungsjahr des Sues-Kanals.

## Thematik
Bis zu vier menschliche Spieler treten im Zeitraum von 1854 bis 1879 gegeneinander an. Jeder von ihnen hat die Aufgabe, ein Handelsimperium aufzubauen, indem er als Reeder mit Schiffen die Sieben Meere befährt und bis zu 20 Handelsgüter auf unterschiedlichen Schiffstypen vom kleinen Zweimaster bis zum 2.000-Tonner transportiert.

## Spielprinzip
In der Schiffhandelsimulation (mit Maus) kann die Länge der Spieldauer in fünf Stufen von fünf bis zum 26. Jahr gewählt werden und startet immer am 1. Januar 1854. Als Heimathäfen stehen „1“ London, „2“ Liverpool, „3“ Le Havre, „4“ New York oder „5“ Savannah. Bei Spielstart erhält jeder Spieler 7.000 Dollar Startkapital. Die ersten Schritte bestehen üblicherweise aus dem Kauf eines gebrauchten Segelschiffs in der örtlichen Werft und dem Anheuern einer Mannschaft. Eine gut ausgebildete Mannschaft kostet zwar mehr, hat aber den Vorteil, dass sie sich in Gefahrensituationen besser behaupten kann.
Die Häfen unterscheiden sich bzgl. ihrer Handelsgüter und Preise. Neben reinen Handelsgeschäften können in Einzelsituationen auch lukrative Passagierfahrten und, mit entsprechendem Risiko, Waffentransporte in Krisengebiete vollzogen werden.
Bei den Überfahrten wirken sich die unterschiedlichen Jahreszeiten auf die Dauer der Transporte aus, und eventuelle Stürme und der unvermeidbare Muschelbewuchs hinterlassen ihre Spuren an der Seetüchtigkeit der Schiffe. Historische Gegebenheiten können in dem Spiel an- oder ausgeschaltet werden: Als problematisch erweist sich dieser Umstand insbesondere bei intensivem Interkontinentalhandel, denn nicht in jedem Hafen besteht auch die Möglichkeit, das Schiff nach Ankunft in einer Werft überholen zu lassen. Vor allem die Kolonialgebiete wie Afrika oder die noch jungen USA verfügen hierzu in der Zeit des Spiels noch nicht über die nötige Infrastruktur. Außerdem können empfindliche Waren an Bord verrotten, falls die Überfahrt sich z. B. durch raue See stark verlängert.
Falls das Kapital knapp werden sollte, steht den Spielern (entsprechende Kreditwürdigkeit vorausgesetzt) eine Bank zur Verfügung. Die Steuern werden im Spiel nach dem alten englischen Steuersystem verrechnet, das heißt die vorjährigen Steuern werden erst am 31. Dezember des Folgejahres fällig. Sie werden zudem nach der Schiffsgröße berechnet.

## Aufbereitung historischer Ereignisse
Geschichtliche Ereignisse wurden realitätsgetreu in das Spiel übernommen und wirken sich auf den Spielfluss aus. So erweitern beispielsweise der Amerikanische Bürgerkrieg, die Eröffnung des Sueskanals oder der Siegeszug der Dampfschifffahrt die Handlungsmöglichkeiten der Spieler bzw. schränken diese ein. Im Handbuch sind 103 Seiten der Schilderung der historischen Hintergründe gewidmet, wobei u. a. Die Welt des 19. Jahrhunderts und Seefahrt im 20. Jahrhundert mit eigenen Kapiteln behandelt werden.

## Plattformen
Es erschienen drei Versionen: Jeweils eine für Amiga 500, Amiga 1200 und DOS. Die beiden Amiga-Versionen unterscheiden sich hauptsächlich durch die Qualität der Grafik. Die Grafik der PC-Fassung ist qualitativ auf Höhe des Amiga 1200.

## Rezeption
„[…] eine funkelnde Gemme im derzeit gut gefüllten Schatzkästchen der Wirtschaftssimulationen mit Historien-Appeal“

Die Zeitschrift PC Joker lobte die historische Genauigkeit als „beeindruckend“, die Zeitschrift Amiga Games zeichnete das Spiel mit ihrem „Amiga Games Award“ aus.
1994 erschien der Nachfolger Oldtimer – Erlebte Geschichte Teil II.